# Les Trois Brigands (film)
Pour les articles homonymes, voir Les Trois Brigands.
Pour plus de détails, voir Fiche technique et Distribution.
Les Trois Brigands (Die drei Räuber) est un film d'animation allemand réalisé par Hayo Freitag, sorti en 2007.
Il s'agit de l'adaptation de l'album jeunesse éponyme (Les Trois Brigands), écrit et illustré par Tomi Ungerer, publié en 1961. Le film a reçu le Prix du public du festival international du film d'animation d'Annecy en 2008.

## Synopsis
Dans un pays non nommé, trois brigands vêtus de noir sèment la terreur. Armés respectivement d'un tromblon, d'un soufflet rempli de poivre et d'une grande hache rouge, ils attaquent les diligences et en dévalisent les passagers. Mais un jour, ils attaquent une diligence qui ne contient qu'une unique passagère : Tiffany, une petite fille que l'on conduisait contre son gré à l'orphelinat.
Pour échapper à son sort, elle fait croire aux trois brigands qu'elle est la fille d'un maharadja , et qu'ils gagneront donc beaucoup d'or à l'enlever. Ils emportent alors la jeune fille dans leur cachette et s'attachent rapidement à elle.

## Fiche technique
- Titre : Les Trois Brigands
- Titre original : Die drei Räuber
- Réalisation : Hayo Freitag
- Scénario : Hayo Freitag, Achim von Borries, Bettine von Borries et Tomi Ungerer
- Direction artistique : Hayo Freitag
- Son : Frank Kruse
- Décor : Robert Brandt et Anne Hofmann
- Direction de l'animation : Romy Garcia Jr. et Edson Basarin
- Musique : Kenneth Pattengale
- Montage : Sascha Wolff-Täger et Lars Jordan
- Production : Stefan Arndt, Stephan Schesch, David Groenewold
- Société de production : Animation X
- Pays d'origine :  Allemagne
- Langue originale : allemand
- Genre : animation
- Durée : 79 minutes
- Date de sortie :
  - Allemagne : 18 octobre 2007
  - France : 19 décembre 2007 en salles
  - France : 3 juillet 2008 sortie DVD

## Distribution

### Voix originales
- Elena Kreil : Tiffany
- Joachim Król : Filou
- Bela B. : Rappiat
- Charly Hübner : Grigou
- Katharina Thalbach : la tante
- Tomi Ungerer : le narrateur

### Voix françaises
- Tomi Ungerer : le narrateur
- Saïd Amadis : Grigou
- Pascal Casanova : Filou
- François Siener : Rappiat
- Mélanie Maupin : Tiffany
- Catherine Cerda : la tante
- Jo Doumerg : le gendarme
- Philippe Catoire : le cocher
- Léopold Szabatura : Nicolas
- Simon Darchis : Grégory
- Alice Orsat : la petite fille
- Valentin Maupin : le petit garçon

## Précédente adaptation de l'album jeunesse
Un court métrage d'animation de 5 minutes 50 secondes réalisé par Gene Deitch qui se conformait fidèlement aux illustrations de Tomi Ungerer est sorti en 1972, film d'animation américain au titre original The Three Robbers. En France, il était disponible sur une VHS intitulée Les Trois Brigands et autres histoires pour avoir peur distribuée et édité par Gallimard Jeunesse en 1994.